# دهستان سنگان
دهستان سنگان نام دهستانی در بخش مرکزی شهرستان خاش، استان سیستان و بلوچستان در ایران است. براساس سرشماری مرکز آمار ایران در سال ۱۳۸۵، جمعیت آن ۷۲۴۸ نفر (۱۶۶۰ خانوار) بوده‌است.